# Básico (álbum de Revólver)
Básico es el primer álbum en directo del grupo español de rock Revólver, publicado por Warner Music en 1993. Fue el primer álbum en formato acústico programado por 40 Principales en España, siguiendo el formato establecido años atrás por la cadena de televisión MTV con los conciertos unplugged.

## Historia
Tras la publicación de Si no hubiera que correr un año antes, Revólver obtuvo un mayor éxito comercial a nivel nacional con la radiodifusión de sencillos como «Si es tan solo amor» y «Esclavo de tu amor». Al mismo tiempo, el grupo pasó a convertirse en un proyecto personal de Carlos Goñi con la salida de la que había sido, hasta entonces, su formación acompañante, integrada por Rafael Pico, antiguo miembro de Comité Cisne, Sergio Roger y Jorge Lario, quienes habían participado en la grabación de sus dos primeros trabajos de estudio.
Goñi promocionó Si no hubiera que correr con una serie de conciertos en formato acústico durante el verano de 1992 que fueron respaldados por el público. En febrero de 1993, 40 Principales ofreció a Goñi la oportunidad de grabar un concierto acústico para una futura publicación, siguiendo el formato de los MTV Unplugged. Según Goñi: «Cuando me lo propusieron me asusté. Luego, meditándolo, me di cuenta de que no tenía porqué. Al fin y al cabo, mis canciones nacen todas tocando una guitarra acústica mientras las canto».
El 2 de abril, tras dos meses de preparativos, Goñi grabó Básico en los estudios Cinearte de Madrid, España, bajo la producción musical de Mick Glossop y acompañado de varios músicos de sesión. Durante el concierto, frente a un público reducido, Goñi interpretó doce canciones en acústico y contó con la participación de invitados como Soledad Giménez, antigua vocalista de Presuntos Implicados, en los temas «Como único equipaje» y «Dentro de ti»; José Manuel Casany, de Seguridad Social, en «Fuera de lugar»; y Rafa Sánchez, de La Unión, en «Managers's blues».
Tras su publicación, Básico obtuvo un éxito comercial superior a los trabajos previos de Revólver, con cerca de 250 000 copias vendidas a nivel nacional. Además, Promusicae certificó el álbum como disco de platino, y alcanzó el número uno en la lista de 40 Principales en dos ocasiones a lo largo de 1994, con las canciones «Si es tan solo amor» y «Dentro de ti».

## Lista de canciones
Todas las canciones escritas y compuestas por Carlos Goñi. 
| N.º | Título                                                           | Duración |  |
| 1.  | «Al natural»                                                     | 2:06     |  |
| 2.  | «Dos por dos»                                                    | 4:30     |  |
| 3.  | «Tu noche y la mía»                                              | 5:06     |  |
| 4.  | «Esclavo de tu amor»                                             | 4:47     |  |
| 5.  | «Como único equipaje» (con Soledad Giménez-Presuntos Implicados) | 4:23     |  |
| 6.  | «El roce de tu piel»                                             | 5:13     |  |
| 7.  | «Dentro de ti» (con Soledad Giménez)                             | 5:16     |  |
| 8.  | «Si es tan solo amor»                                            | 4:24     |  |
| 9.  | «Fuera de lugar» (con José Manuel Casany-Seguridad Social)       | 4:59     |  |
| 10. | «Si no hubiera que correr»                                       | 5:56     |  |
| 11. | «Tu canción»                                                     | 2:20     |  |
| 12. | «Managers's Blues» (con Rafa Sánchez-La Unión)                   | 7:12     |  |

## Personal
- Carlos Goñi: voz y guitarra acústica
- John Parsons: guitarras acústica y española
- Nando González: guitarra acústica y coros
- Antonio Calero: batería
- Jose Vera: bajo y contrabajo
- Gino Pavone: percusión
- Javier Mora: piano
- Lalo Jorda: Hammond B-3
- Cuco Pérez: acordeón
- Miguel Morell: saxofón
- Mary Jamison: coros
- Cristina González: coros
- Soledad Giménez: voz en «Como único equipaje» y «Dentro de ti»
- José Manuel Casany: voz en «Fuera de lugar»
- Rafa Sánchez: voz en «Managers's blues»